# Jerko Leko
Jerko Leko (ur. 9 kwietnia 1980 w Zagrzebiu) – chorwacki piłkarz grający na pozycji pomocnika oraz trener.

## Kariera piłkarska

### Kariera klubowa
Zawodnik rosły, o atletycznej budowie ciała, uważany jest przez wielu za wszechstronnego piłkarza potrafiącego grać gdziekolwiek w linii pomocy. Pierwsze kroki w piłkarskiej karierze stawiał w rodzinnym mieście, gdzie grał w drużynie juniorów Dinama Zagrzeb.
W wieku 19 lat powołany został do pierwszej drużyny Dynama, gdzie występował z powodzeniem przez 2 sezony, po czym został sprzedany za 4 miliony euro do Dynama Kijów. Z Dynamem zdobył wiele tytułów.
W lutym 2006 oświadczył, iż chciałby opuścić Dynamo Kijów. Długo mówiło się o jego przejściu do Werderu Brema, jednak ostatecznie (jeszcze przed Mundialem 2006 w czerwcu) zdecydował się na transfer do AS Monaco. Latem 2010 przeniósł się do tureckiego klubu Bucaspor. W 2011 roku wrócił do Dinama Zagrzeb.

### Kariera reprezentacyjna
Chorwat w swojej reprezentacji zadebiutował w 2002 roku w meczu z Węgrami. Trener drużyny narodowej powołał go na Euro 2004, gdzie przez cały czempionat zagrał zaledwie 22 minuty.

## Nagrody i odznaczenia

### Sukcesy klubowe
- zdobywca Pucharu Chorwacji: 2001, 2002
- zdobywca Superpucharu Chorwacji: 2002
- mistrz Ukrainy: 2003, 2004
- zdobywca Pucharu Ukrainy: 2003, 2005, 2006
- zdobywca Superpucharu Ukrainy: 2004, 2006

### Sukcesy reprezentacyjne
- uczestnik turnieju finałowego Mistrzostw Europy: 2004, 2008
- uczestnik turnieju finałowego Mistrzostw Świata: 2006